# Padre Apeles
José Apeles Santolaria de Puey y Cruells (Barcelona, 29 de julio de 1966), popularmente llamado padre Apeles, es un personaje mediático español, con ocupaciones diversas como sacerdote, abogado, presentador de televisión y comentarista.

## Trabajo profesional y personaje público
Estudió en el seminario menor de Barcelona, posteriormente un curso en el Instituto Balmes de la Ciudad Condal, pasando luego al Seminario Diocesano de Tortosa, y de allí a Roma, donde fue ordenado sacerdote en 1993.
Desde niño se vinculó a los medios de comunicación y en los años 1980 participó en programas infantiles radiofónicos como Niñolandia de Radio Miramar de Barcelona o Peques de Radiocadena Española de Barcelona.
Gozó de una enorme fama en los noventa, en radio y televisión y sobre todo en Moros y cristianos, como contertulio con comentarios muy polémicos. Vestido siempre de eclesiástico, intervenía en este programa con formato de debate, con un estilo irónico y mordaz que fue determinante para que Moros y cristianos se convirtiera en líder de audiencia.
Esas intervenciones fueron desautorizadas por la Conferencia Episcopal de España quien declaró en 1997 que Apeles nunca ha pertenecido a diócesis española alguna o a institutos o a congregaciones radicadas en España, ejerciendo el sacerdocio fuera de toda jurisdicción.
Dirigió y presentó su programa Cita con Apeles y coopresento el Telecupón con Carmen Sevilla.

Intervino además en Sálvame, La Noria, Hoy de mañana, De pe a pa, Inocente, inocente, Sorpresa ¡Sorpresa!, Abre los ojos y mira, ¿Dónde estás, corazón?-DEC, Dutifrí, Fenómenos, En antena, Els matins, Amb ulls de dona, Primer Impacto, Vitamina N, Ratones coloraos, Tiempo al tiempo, Tómbola (Canal Nou, Telemadrid), El rondo, En exclusiva, Efecto F, Això no és tot!, La isla de las tentaciones, Ya es mediodía. Asimismo representó un papel en la película Modelos (2015), de la directora Miriam Victoria. Ha realizado también incursiones en el mundo de la música y el teatro con la obra Esto no tiene arreglo, de Juan José Alonso Millán y el maestro Gregorio García Segura, y con los temas musicales Y ahora y el bolero Baila la vida en dúo con la cantante Kevina Kul.
Tras instruirse en el Ejército de Tierra, fue nombrado capitán como reservista voluntario de la Subdelegación de Defensa de Barcelona.
Con el paso del tiempo, fue dejando de aparecer en pantalla, estuvo en Bolonia, y Roma, donde actualmente reside.

### Programas
| Programas de radio | Programas de radio       | Programas de radio               | Programas de radio |
| Año                | Título                   | Cadena                           | Notas              |
| ------------------ | ------------------------ | -------------------------------- | ------------------ |
| 1981-1982          | Niñolandia               | Radio Miramar                    | Colaborador        |
| 1983-1987          | Peques                   | Radio Cadena Española            | Colaborador        |
| 1986-1987          | Santoral diario          | Radio Cadena Española de Tortosa | Presentador        |
| 1989-1990          | Quattro voci             | Radio Vaticana                   | Locutor y redactor |
| 1996-1997          | La ventana               | Cadena SER                       | Polemista          |
| 1997               | A vivir que son dos días | Cadena SER                       | Comentarista       |
| 2001-2003          | Tarda de tots            | Onda Rambla                      | Comentarista       |
| 2003               | La ciutat de tots        | Onda Rambla                      | Comentarista       |
| 2003-2004          | Diagonal                 | RAC1                             | Comentarista       |

| Programas de televisión | Programas de televisión               | Programas de televisión | Programas de televisión |
| Año                     | Título                                | Cadena                  | Notas                   |
| ----------------------- | ------------------------------------- | ----------------------- | ----------------------- |
| 1993-1996               | Dret a parlar                         | La 2, TV3               | Polemista               |
| 1995                    | Los unos y los otros                  | La 1                    | Polemista               |
| 1995                    | A las diez en casa                    | La 1                    | Polemista               |
| 1995                    | Carta blanca                          | Canal Nou               | Polemista               |
| 1996                    | Parle vosté, calle vosté              | Canal Nou               | Polemista               |
| 1997-1998               | Moros y cristianos                    | Telecinco               | Polemista               |
| 1997                    | Telecupón                             | Telecinco               | Copresentador           |
| 1997-1999               | Día a día                             | Telecinco               | Tertuliano              |
| 1997                    | El puente                             | Telecinco               | Actor                   |
| 1997                    | Cita con Apeles                       | Telecinco               | Director y Presentador  |
| 1997-2005               | Crónicas marcianas                    | Telecinco               | Tertuliano              |
| 2000                    | Audiencia pública                     | Antena 3                | Participante            |
| 2000                    | Té y compañía                         | Canal 7 TV              | Director y presentador  |
| 2004                    | Gran Hermano VIP                      | Telecinco               | Comentarista            |
| 2004-2005               | Arucitys                              | CityTV                  | Colaborador             |
| 2004                    | El castillo de las mentes prodigiosas | Antena 3                | Jurado                  |
| 2005                    | Cronache marziane                     | Italia 1                | Tertuliano              |
| 2008                    | La via làctia                         | CityTV                  | Tertuliano              |
| 2008- 2011              | El gran debate                        | Telecinco               | Polemista               |
| 2010                    | Espejo público                        | Antena 3                | Colaborador             |
| 2012                    | De buena ley                          | Telecinco               | Actor                   |
| 2017                    | Sábado Deluxe                         | Telecinco               | Entrevistado            |
| 2019                    | Viva la vida                          | Telecinco               | Entrevistado            |
| 2023                    | DeActualidad                          | Canal 4 (Cataluña)      | Presentador             |

## Obras
Ha escrito sobre temas vaticanos y de ceremonial:
- El Papa ha muerto ¡Viva el Papa!, Barcelona: Editorial Plaza & Janés, 9 de 1997, ISBN 9788401550041, OCLC 43895802, ISBN 8401550041.[26]

- Historias de los Papas, Barcelona: Editorial Plaza & Janés, 5 de 1999, ISBN 9788401540493, LCCN 99486436, OCLC 41496130, 807577329, ISBN 8401540496.[27] con el prefacio de Carlos Fisas y presentado por Fernando Vizcaíno Casas

- Che cosa succede quando muore il Papa?, Casale Monferrato: Edizioni Piemme, ISBN 9788838448607, OCLC 799372500, ISBN 8838448604.[28] con prefacio del Cardenal Alfons Maria Stickler, S.D.B., Prefecto emérito de la Biblioteca Apostólica Vaticana y del Archivo Secreto Vaticano).

- Papi... in libertà. Manie, stranezze e curiosità, Casale Monferrato: Edizioni Piemme, ISBN 9788838464966, OCLC 799601174, ISBN 8838464960.[29]

- El Papa ha muerto, ¡Viva el Papa!. Cómo cambia el poder en el Vaticano, Barcelona: Ediciones Áltera, 4 de 2005, ISBN 9788489779662, OCLC 60666624, ISBN 848977966X.[30]

- "Relaciones jurídicas internacionales de la Soberana Orden de San Juan de Malta", Madrid: Escuela Diplomática.

- "Annuario Diocesano 2017. Arcidiocesi di Ferrara-Comacchio: Indicatore ecclesiastico per l'anno 2017. Stato del Clero e delle Parrocchie", Ferrara: Archidiócesis de Ferrara-Comacchio.